# Buteno

1-buteno

cis-2-buteno

trans-2-buteno

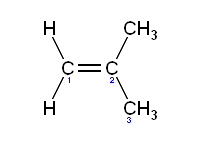
metilpropeno

Há quatro isômeros de alcenos os quais têm a fórmula química C4H8.  Todos estes quatro hidrocarbonetos tem quatro átomos de carbono e uma ligação dupla em suas moléculas, mas tem quatro diferentes estruturas químicas. Os nomes IUPAC e comuns, respectivamente, destes compostos químicos são:
| Nome IUPAC     | Nome Comum       |
| 1-buteno       | α-butileno       |
| cis-2-buteno   | cis-β-butileno   |
| trans-2-buteno | trans-β-butileno |
| 2-metilpropeno | isobutileno      |

As estruturas químicas são mostradas a direita. Os pequenos números azuis nas imagens das estruturas são a numeração dos átomos no "esqueleto" das cadeias das moléculas. Outros compostos orgânicos têm a fórmula C4H8, chamados ciclobutano e metilciclopropano, mas não são alcenos e não serão discutidos aqui.  Há também alcenos cíclicos de quatro carbonos tais como o ciclobuteno e metilciclopropeno, mas eles não possuem a fórmula C4H8 e igualmente não serão discutidos aqui.
Todos estes quatro isômeros são gases a temperatura e pressão ambiente, mas podem ser liquefeitos por redução da temperatura ou aumento da pressão sobre eles, de maneira similar a butano pressurizado ou gás liquefeito de petróleo. Estes gases são incolores, mas tem odores distintos, e são altamente inflamáveis. Embora não presentes naturalmente no petróleo em altas porcentagens, podem se produzidos por petroquímica ou por craqueamento catalítico do petróleo. Embora sejam compostos estáveis, as ligações duplas carbono-carbono os fazem ser mais reativos que os similares alcanos, os quais são compostos mais inertes em várias situações.
Por causa das ligações duplas, estes alcenos de quatro carbonos podem atuar como monômeros na formação de polímeros, assim como tendo outros usos como intermediários petroquímicos. Eles são usados na produção de borracha sintética. But-1-eno é uma alfa-olefina normal ou linear e isobuteno é uma alfa-olefina ramificada. Numa faixa de baixa porcentagem, o but-1-eno é usado como um dos comonômeros, juntamente com outras alfa-oleofinas, na produção de polietileno de alta densidade e polietileno de baixa densidade linear. Borracha de butila é produzida por polimerização catiônica do isobuteno com aproximadamente 2 - 7% de isopreno.  Isobuteno é também usado para a produção de éter metil tert-butílico (MTBE) e isooctana, ambos os quais melhoram a combustão da gasolina.
Reagem facilmente com o bromo elementar ou soluções ácidas de permanganato de potássio (KMnO4).

## Dados fisico-químicos em comum
- Fórmula:  C4H8
- Massa molar: 56,11 g/mol
- Limites de explosividade: 1,6 - 10 % Vol em ar.

A seguir, se completarão os dados relevantes de cada um dos isômeros:

## 1-buteno

Estrutura de 1-buteno

### Dados fisico-químicos
- Fórmula:  H2C=CH–CH2–CH3
- Ponto de fusão: –185,3 °C
- Ponto de ebulição: –6,26 °C
- Solubilidade em agua: 200 g/l
- Nº CAS: 00106-98-9

### Síntese
A partir da termólise do petróleo se pode obter o 1-Buteno por reação de etileno com tris-etilalumínio a aproximadamente 100 °C e 100 bar. (Síntese de 1-alquenos segundo Mülheimer). A reação se parece com a síntese do polietileno em catalisadores de Ziegler-Nata.

### Aplicações
O principal uso é a síntese do butadieno para a borracha artificial.
Além disso é produto de partida na síntese do 2-butanol por adição de água em presença de ácido.

## cis-2-buteno

Estrutura do cis-2-buteno

### Dados fisico-químicos
- Fórmula:  H3C–CH=CH-CH3
- Ponto de fusão:  –138,9 °C
- Ponto de ebulição: 3,73 °C
- Solubilidade em agua: 5 g/l
- Nº CAS: 00590-18-1

### Síntese
Os 2-butenos podem ser obtidos por metátese em presença de um catalisador a partir de propeno:
2 H3C–CH=CH2 → H3C–CH=CH–CH3 + H2C=CH2
Além disto por pirólise do petróleo.
A reação de eliminação a partir do 2-butanol pode dar misturas de produtos que contém também os 2-butenos.

### Dados de interesse
O trans-buteno é 5,4 kJ/mol mais estável que o cis-buteno devido à repulsão estérica dos grupos metilo. Em espectroscopia de infravermelho o isômero trans tem uma faixa de absorção na região de 960 - 970 cm–1, não presente na forma cis.
A barreira de interconversão entre as duas formas é da ordem de 250 kJ/mol. Portanto não se interconvertem a temperatura normal.

### Aplicações
Após halogenação com cloro e dupla eliminação do HCl se obtém butadieno que é utilizado na síntese de borracha artificial.
Como os demais butenos também pode ser polimerizado diretamente.

## trans-2-buteno

Estrutura do trans-2-buteno

### Dados fisico-químicos
- Fórmula: H3C–CH=(CH3)H
- Ponto de fusão: –105,5 °C
- Ponto de ebulição: 0,96 °C
- Solubilidade em agua: 5 g/l
- Nº CAS: 00624-64-6

(Síntese e aplicações como o isômero cis)

## iso-buteno

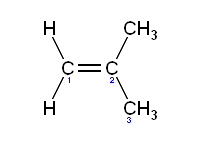
Estrutura do iso-buteno

### Dados fisico-químicos
- Fórmula:  H3C–CH=(CH3)H
- Ponto de fusão:  –140,4 °C
- Ponto de ebulição:  –6,9 °C
- Solubilidade em agua: ? g/l
- Nº CAS: 115-11-7

### Síntese
Industrialmente se obtém dos gases de pirólise do petróleo.
No laboratório se pode obter, por exemplo, por reação de eliminação.

### Reatividade e aplicações
Por adição "Markovnikov" (por exemplo, em um meio ácido) o iso-buteno dá derivados com grupos 2(-2-metilpropil) (= terc-butil). Assim a adição de água em presença de ácido sulfúrico dá terc-butanol e a adição de álcoois dá terc-butiléteres. Estes últimos vêm ganhando importância como aditivos à gasolina já que aumentam a octanagem do combustível.
Com monóxido de carbono em presença de ácido sulfúrico dá o ácido piválico ((H3C)3C–CO2H).